# リチアーノ・ハプス
リチアーノ・ハプス（Ridgeciano Haps，1993年6月12日 - ）は、オランダ・ユトレヒト出身、スリナム代表のサッカー選手。ポジションは、ディフェンダー。ヴェネツィアFC所属。

## 経歴

### クラブ
ハプスは、ユトレヒトのZwaluwen Vooruitでフットボールを始め、数ヶ月でフェイエノールトとアヤックスのスカウトの目に留まった。両クラブのトレーニングに参加し、ハプス自身はフェイエノールトに気持ちがあったが、「彼らが僕の獲得を望まなかった」とアヤックスのユースに加入した。しかし、10歳で当時アヤックスの育成責任者だったダニー・ブリントから「次の年代に上げるには不十分」と明言されてアヤックスを退団した。ハプスは、後に「この時のブリントの言葉がキャリア全体でずっとやる気を与えてくれている。10歳でとても辛かったし、もうあんな経験はしたくないんだ」と語っている。ユトレヒトのアマチュアクラブ Elinkwijkへ移り、その活躍がAZのスカウトの目に留まってAZのユースに加入した。
AZは当時FWとしてプレーしていたハプスを、左サイドバックの選手と判断した。ハプスはそれを受け入れずに1年間AFCでプレーしたが、AZ戦で3得点を決める活躍を見せた後に連れ戻しの求めに応じて再びAZに戻った。FWとしてAZと契約に至ったが、トップチーム昇格時の監督ヘルトヤン・フェルベークの判断により、左サイドバックにコンバートされる。ハプスは後に「左サイドバックで上手くプレーできるのはすぐに分かったし、最初からとても楽しんでやれた。振り返って見ればフェルベークに感謝している」と語っている。
2013年9月28日、エールディヴィジ・PSV戦で後半開始直後にドニー・ホルテルとの交代で途中出場しプロデビューを果たした。12月12日にはPAOK戦でUEFAヨーロッパリーグデビューをしたが、ウィンターストップにシモン・ポウルセンが戻ってきたことを受け、出場機会が多く見込めるゴー・アヘッド・イーグルスにレンタル移籍した。ゴー・アヘッドでエールディヴィジ10試合に出場している。
2015-16シーズンからAZでチームの主力となったハプスは、2016年1月にAZとの契約を2019年まで延長。2016-17シーズン前半には大きな成長を見せ、圧倒的なスピードと強靱なフィジカルを活かした推進力を武器に活躍した。AZの監督ジョン・ファン・デン・ブロムは、2016年11月に「オランダ代表に選ばれる資格がある」とコメントし、ヨハン・デルクセンは「オランダ最高の左サイドバック」と絶賛したが、シーズン後半は調子を落とした。
2017年7月18日、テレンス･コンゴロの移籍を受けて左サイドバックを探していたフェイエノールトのオファーを受けて移籍し、5年契約を結んだ。移籍金は、フェイエノールトの当時クラブ史上2番目の最高額となる約600万ユーロと報じられた。
2021年9月1日、ヴェネツィアFCへ移籍。

### 代表
2021年6月4日、バミューダ諸島代表戦でスリナム代表として初出場を果たした。

## タイトル
フェイエノールト
- KNVBカップ : 2017-18
- ヨハン・クライフ・スハール : 2017, 2018